# Tithaeus fraseri
Tithaeus fraseri is een hooiwagen uit de familie Tithaeidae. De originele naamcombinatie (protoniem) is Tithaeus fraseri Suzuki, 1972. De huidige (vanaf 2023) geldig wetenschappelijke naam van Tithaeus fraseri Gaat terug op Suzuki.